# ادوارد الیسکو
ادوارد الیسکو (انگلیسی: Edward Eliscu؛ ‏ ۲ آوریل ۱۹۰۲ – ۱۸ ژوئن ۱۹۹۸) هنرپیشهٔ تئاتر، ترانه‌سرا، نمایشنامه‌نویس، و تهیه‌کنندۀ رومانیایی‌تبار اهل ایالات متحده آمریکا بود.

## گزیده فیلم‌شناسی
- بزن‌بکوب!